# Bengt Baron

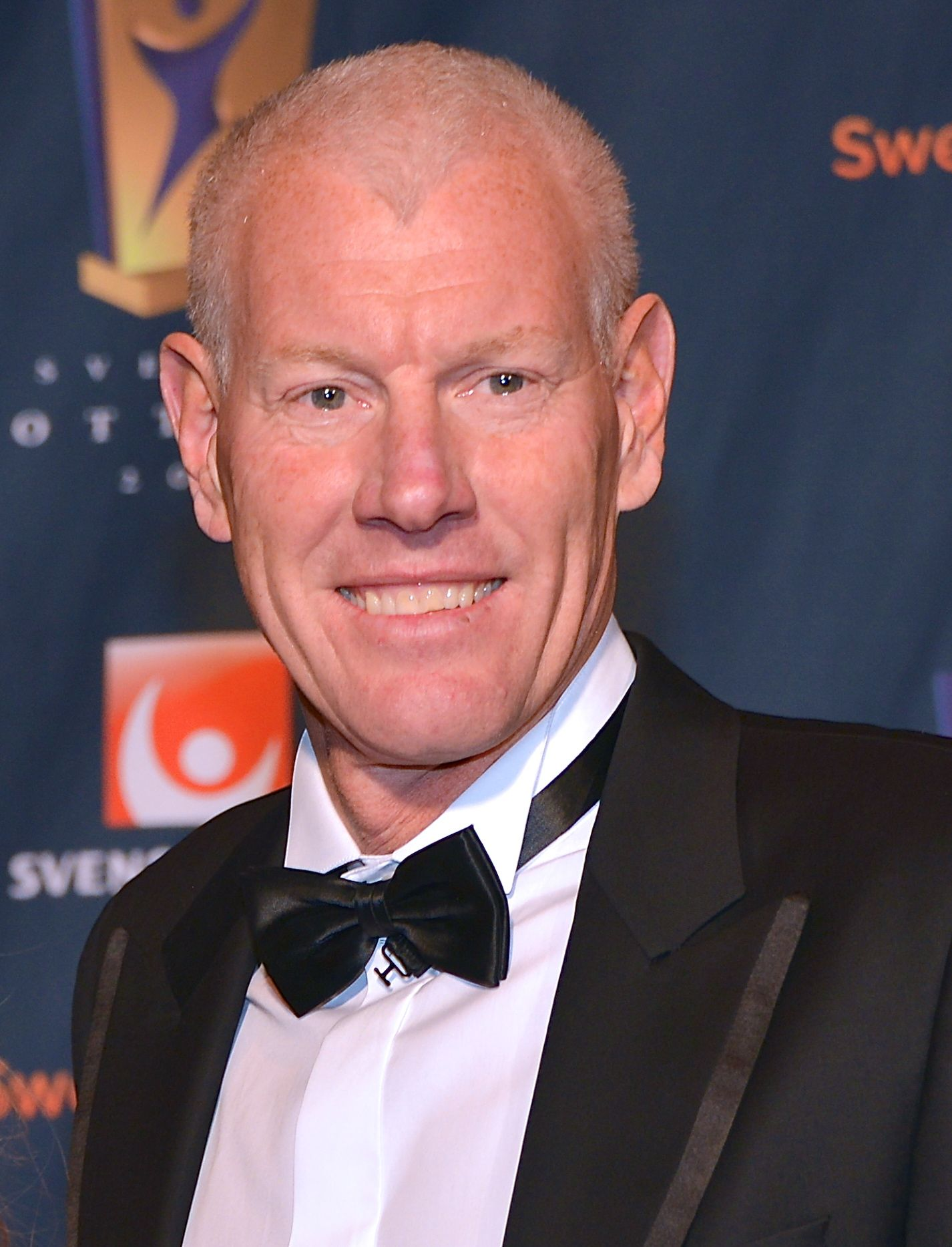
Bengt Baron 2013

Bengt Baron (* 6. März 1962 in Nacka) ist ein ehemaliger schwedischer Schwimmer.
Bei den Olympischen Spielen 1980 in Moskau wurde er Olympiasieger über 100 Meter Rücken. Er profitierte dabei vom Olympiaboykott der US-Amerikaner und Kanadier. Vier Jahre später in Los Angeles gewann er die Bronzemedaille mit der 4-mal-100-Meter-Freistilstaffel und erreichte drei weitere Finalplatzierungen: Er belegte den sechsten Platz über 100 Meter Rücken, den achten Platz über 100 Meter Butterfly und den fünften Platz mit der Lagenstaffel.
Nach seiner Karriere als Schwimmer war er bei zahlreichen namhaften Unternehmen tätig und wurde 2001 CEO von Absolut Vodka.